# Juniperus
El género Juniperus, de amplia distribución, comprende las especies llamadas comúnmente enebros (que conservan el follaje juvenil espinoso toda su vida) o  sabinas (que conservan el follaje juvenil espinoso solo los primeros años). Los juníperos son coníferas arbóreas o arbustivas, pertenecientes a la familia Cupressaceae. Dependiendo del punto de vista taxonómico, hay entre 50 y 67 especies, ampliamente distribuidas por todo el hemisferio norte, desde el Ártico hacia el sur hasta el África tropical en el Viejo Mundo, y hasta las montañas de Centroamérica. Las especies se reparten en dos secciones (sectio), los enebros (J. secc. Juniperus) y las sabinas (J. secc. Sabina).

## Descripción

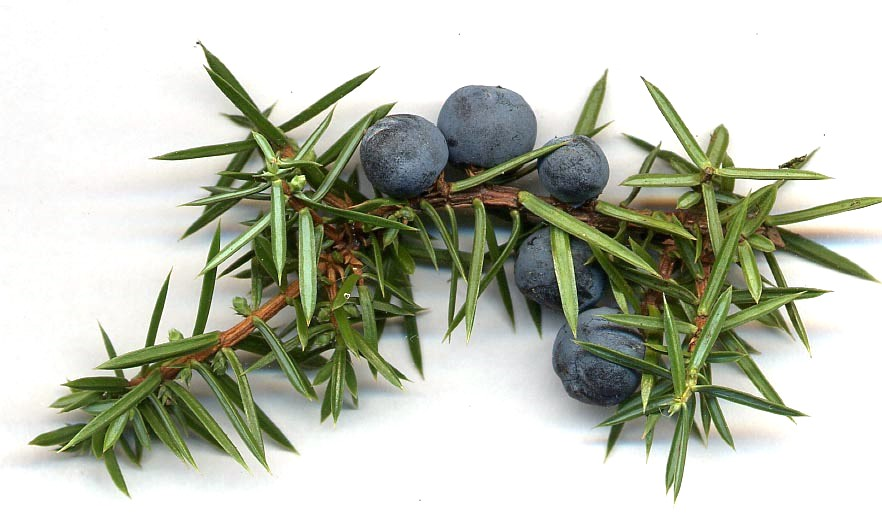
Gálbulos y hojas de Juniperus communis

Las especies de este género varían en tamaño y forma, desde árboles de 20-40 m de alto, hasta arbustos columnares o rastreros con largas ramas. Son de hoja perenne, generalmente dioicos, con conductos secretores en la corteza, de hoja escuamiforme o con acículas cortas, que se disponen opuestas o verticiladas sobre las ramas. Como protección para evitar su consumo por animales herbívoros, las plantas jóvenes tienen un follaje juvenil espinoso, que en algunas especies se conserva toda la vida, y en otras se conserva solo en las zonas accesibles a estos animales. Los conos de semillas (que reciben el nombre de gálbulos) son muy característicos, globosos u ovoides, siempre carnosos (arcestidas), con 3-9 escamas fértiles, casi soldadas, que albergan una semilla cada una.  En algunas especies estos conos son marrón rojizo o naranja pero en la mayoría son azules; a menudo son aromáticos y pueden usarse como una especia. La maduración de la semilla varía entre las especies, desde los 5 hasta los 20 meses después de la polinización. Los conos masculinos son parecidos a los del resto de las cupresáceas, con 5-20 escamas; la mayor parte vierten su polen a principios de la primavera, pero en algunas especies la polinización acontece en otoño.

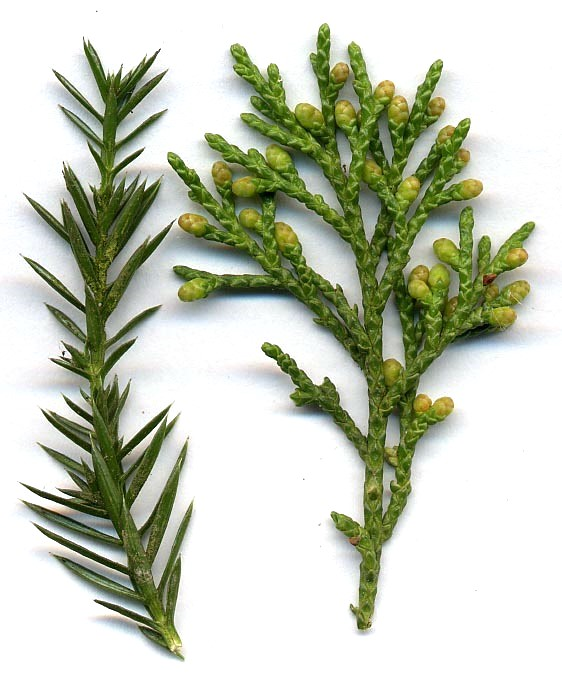
Detalle de ramas de Juniperus chinensis, con hojas aciculares juveniles (a la izquierda) y hojas escamosas adultas y conos masculinos inmaduros (a la derecha)

La mayor parte de las especies (como J. chinensis, J. virginiana) tienen dos tipos de hojas: las plántulas y algunas ramillas de árboles más viejos tienen acículas de 5-25 mm de largo; y las hojas en plantas maduras son (en su mayor parte) pequeñas (2-4 mm de largo), superpuestas y escamosas. Cuando hay follaje joven en plantas adultas, a menudo se encuentra en brotes a la sombra, con el follaje adulto a pleno sol. Las hojas en los brotes de crecimiento rápido a menudo son intermedios entre el juvenil y el adulto.
En algunas especies (como J. communis, J. squamata), todo el follaje es de tipo juvenil, acicular, sin hojas escamosas. En algunos de ellos (p.e. J. communis), las agujas están unidas en la base, en otros (p.e. J. squamata), las agujas se funden suavemente con la rama, no se unen.
Las acículas de estas plantas son duras y finas, haciendo el follaje juvenil espinoso a la hora de manejarlo. Esto puede ser una forma de identificarlos valiosa en las plántulas, lo mismo que el muy similar follaje juvenil de los cipreses (Cupressus, Chamaecyparis) y otros géneros parecidos es suave y no espinoso.
Es el único género del que se alimentan las larvas de varios lepidópteros (entre ellos Bucculatrix inusitata y Thera juniperata), y es también el alimento de larvas de otras especies de lepidópteros como Chionodes electella, Chionodes viduella, Eupithecia pusillata y Panolis flammea; aquellas de Tortricidae como C. duplicana se alimentan de la corteza alrededor de heridas o antracnosis.

## Clasificación
El número de especies de este género es objeto de disputa, con dos estudios recientes que dan totales muy diferentes, Farjon (2001) acepta 52 especies, y Adams (2004) acepta 67 especies. Se dividen en varias secciones aunque, particularmente entre las especies de hojas escuamiformes, qué especie pertenece a qué sección es algo que está lejos de resultar claro, mientras las investigaciones se siguen realizando. La sección Juniperus (enebro) es sin embargo un grupo monofilético obvio.
Etimología
Juniperus: nombre genérico que procede del latín iuniperus, que es el nombre del enebro.

### Enebros

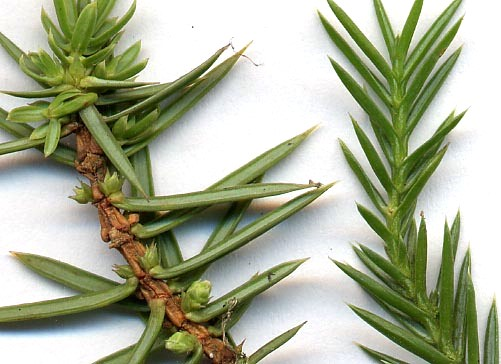
Acículas de enebro, agrandadas. A la izquierda, Juniperus communis (Juniperus secc. Juniperus; nótese las agujas "unidas" en la base). Derecha, Juniperus chinensis (Juniperus secc. Sabina; nótese las agujas fundiéndose suavemente con el tallo, no uniéndose en la base).

Juniperus secc. Juniperus: de acículas cortas, punzantes. Las hojas adultas son aciculares, en racimos de tres, y unidas en la base (véase abajo a la derecha). Son ricos en aceites esenciales y resinas de diferente naturaleza. Venenosos por la naturaleza de las sustancias que presentan: alcaloides, alcoholes terpénicos, hidrocarburos y alcanfor. Se divide a su vez en tres subsecciones:
- Juniperus secc. Juniperus subsecc. Juniperus: Conos con 3 semillas separadas; agujas con una banda de estomas.
  - Juniperus communis - Enebro común, enebro
    - Juniperus communis subsp. hemisphaerica
    - Juniperus communis subsp. alpina - Enebro rastrero
    - Juniperus communis var. enana - Enebro enano

  - Juniperus conferta (sin. J. rigida var. conferta)
  - Juniperus rigida - Enebro de las pagodas

- Juniperus secc. Juniperus subsecc. Oxycedrus: Conos con 3 semillas separadas; agujas con dos bandas de estomas.
  - Juniperus brevifolia
  - Juniperus cedrus - Cedro de Canarias
  - Juniperus deltoides
  - Juniperus formosana
  - Juniperus lutchuensis
  - Juniperus navicularis
  - Juniperus oxycedrus - Enebro rojo
  - Juniperus macrocarpa (J. oxycedrus subsp. macrocarpa) - Enebro marítimo

- Juniperus secc. Juniperus subsecc. Caryocedrus: Conos con 3 semillas fusionadas juntas; acículas con dos bandas de estomas.
  - Juniperus drupacea - Enebro de Siria

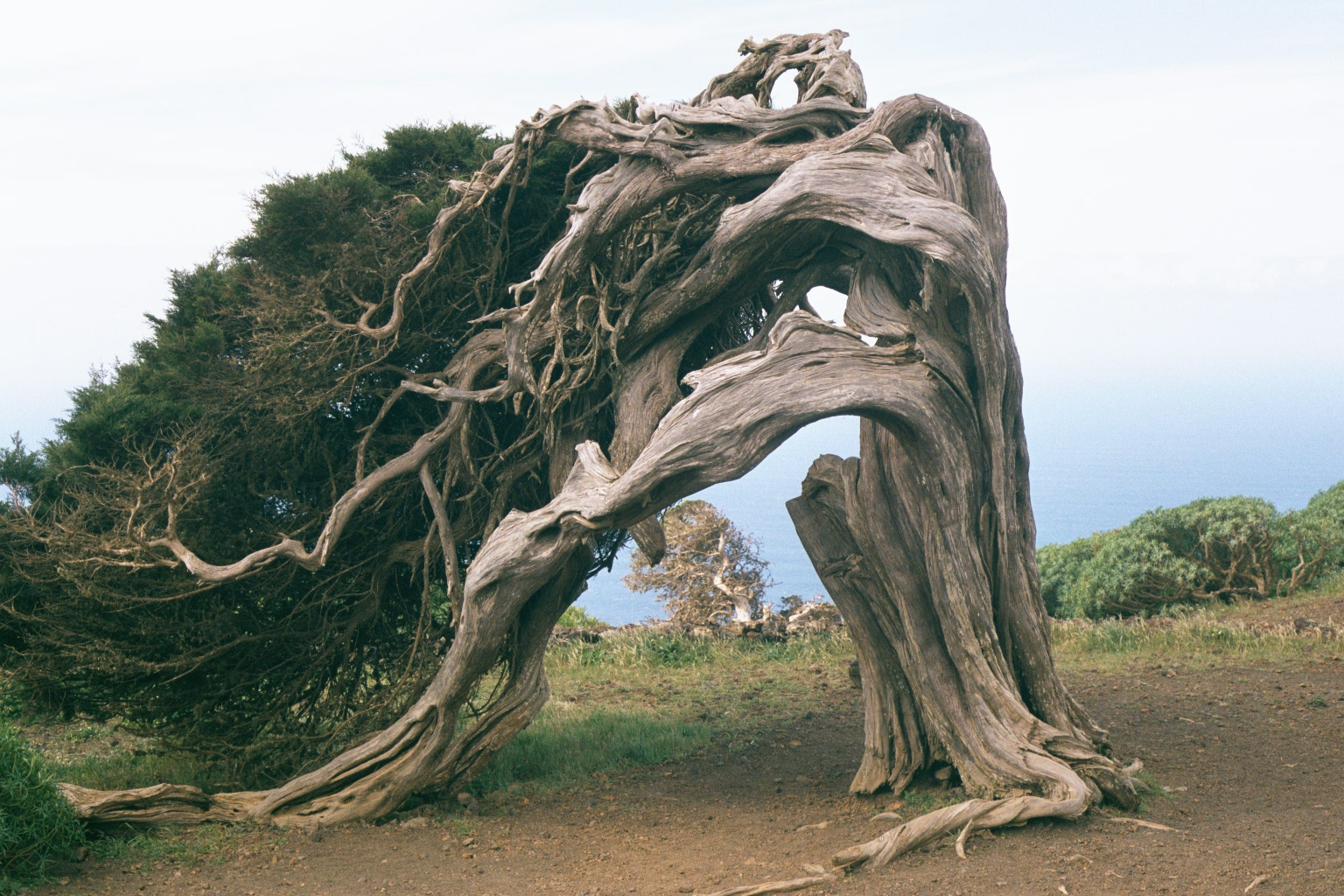
Juniperus phoenicea en la isla de El Hierro, Islas Canarias.

### Sabinas
Juniperus secc. Sabina: De hojas escuamiformes, no punzantes. Las hojas adultas son en su mayor parte escuamiformes, parecidas a las de las especies del género Cupressus, en pares opuestos o en racimos de tres, y las hojas aciculares juveniles no están unidas en la base (incluyendo en las pocas que sólo tienen hojas aciculares; véase debajo a la derecha). Provisionalmente, el resto de enebros se incluyen aquí, aunque forman un grupo parafilético.
- Especies del Viejo Mundo
  - Juniperus chinensis - Enebro de la China
    - Juniperus chinensis var. sargentii - en japonés, 深山柏槇
    - Juniperus chinensis L. var. tsukusiensis Masummune - en chino, 清水圓柏
    - Juniperus chinensis Kaizuka - japonés 貝塚伊吹
    - Juniperus chinensis var. Procumbens - japonés 這柏槇
    - Juniperus chinensis Globosa - japonés 玉伊吹
    - Juniperus chinensis Aurea - japonés 金伊吹

  - Juniperus convallium
  - Juniperus excelsa
    - Juniperus excelsa polycarpos

  - Juniperus polycarpos
  - Juniperus foetidissima Willd. - sabina albar, sabina albarra, enebro turífero, alerce español, cedro de España con fruto negro.[2]
  - Juniperus indica
  - Juniperus komarovii
  - Juniperus phoenicea - Sabina negral
    - Juniperus phoenicea subsp. turbinata - Sabina mora

  - Juniperus procera
  - Juniperus procumbens
  - Juniperus pseudosabina
  - Juniperus recurva - Enebro llorón
    - Juniperus recurva var. coxii

  - Juniperus sabina - Sabina rastrera
    - Juniperus sabina var. davurica

  - Juniperus saltuaria
  - Juniperus semiglobosa
  - Juniperus squamata
    - Juniperus squamata 'Meyeri' - Enebro de Meyer

  - Juniperus thurifera - Sabina albar
  - Juniperus tibetica
  - Juniperus wallichiana
- Especies del Nuevo Mundo

- - Juniperus angosturana
  - Juniperus ashei
  - Juniperus barbadensis

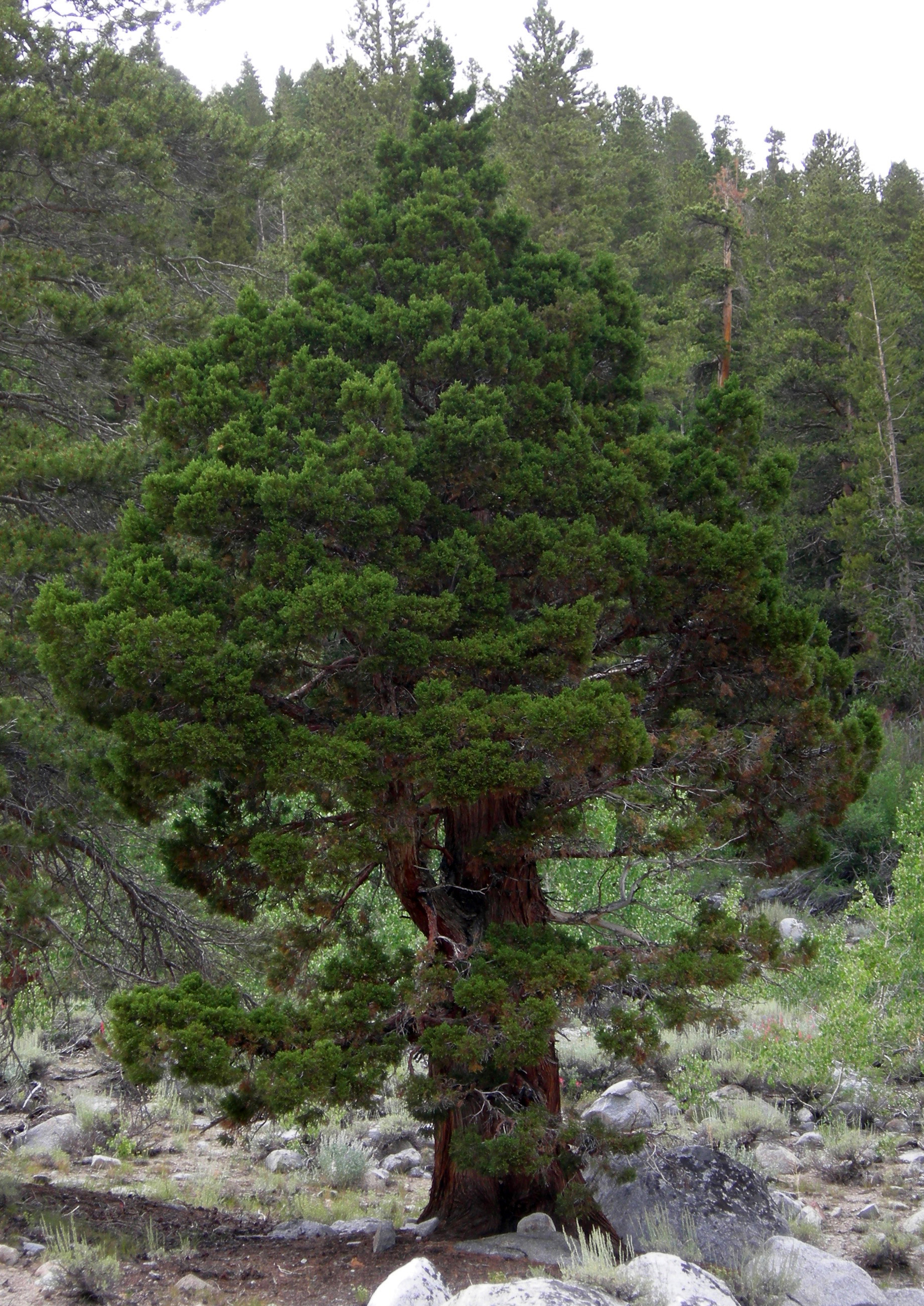
Juniperus occidentalis var. australis en la Sierra Nevada (California)

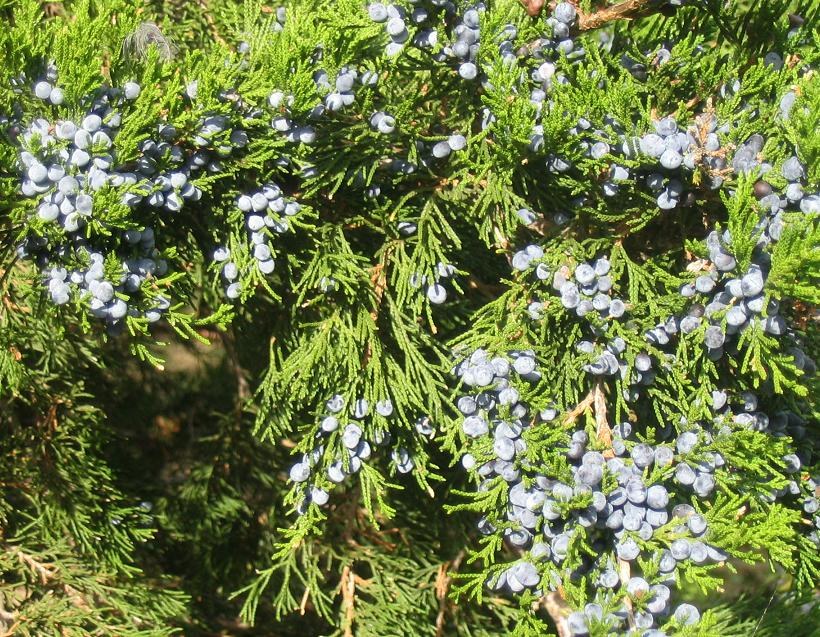
Un enebro de Virginia en octubre, cargado de conos maduros

  - Juniperus bermudiana - cedro de las Bermuda[2]
  - Juniperus blancoi
  - Juniperus californica
  - Juniperus coahuilensis
  - Juniperus comitana
  - Juniperus deppeana
  - Juniperus durangensis
  - Juniperus flaccida
  - Juniperus gamboana
  - Juniperus horizontalis
  - Juniperus jaliscana
  - Juniperus monosperma
  - Juniperus monticola
  - Juniperus occidentalis
    - Juniperus occidentalis subsp. australis

  - Juniperus osteosperma
  - Juniperus pinchotii
  - Juniperus poblana (Martínez) R.P.Adams - cedro de México[2]
  - Juniperus saltillensis
  - Juniperus scopulorum
  - Juniperus standleyi
  - Juniperus virginiana - Enebro de Virginia
    - Juniperus virginiana subsp. silicicola

  - Junierus zanonii (propuesta)[3]

## Cultivo y usos
Los gálbulos del enero (que no son bayas o frutos) son una especia usada en una amplia variedad de platos culinarios. Es conocida sobre todo por ser el principal aromatizante de la ginebra y responsable del nombre de esta bebida, que es una forma acortada de la palabra neerlandesa para enebro, genever. Los gálbulos de enebro también se usan como aromatizante en el licor Jenever y en las cervezas tipo sahti. La salsa de baya de enebro es a menudo popular para aliñar codorniz, faisán, ternera, conejo, venado y otros platos de carne.
Numerosos pueblos prehistóricos vivieron cerca de bosques de enebros porque les proporcionaban alimento, combustible y madera para hacer alojamientos o utensilios. Muchas especies, como J. chinensis (enebro de la China) de Asia oriental, se usan ampliamente en paisajismo y horticultura, y como una de las especies más populares para usar en bonsái. También es un símbolo de longevidad, fuerza, carácter atlético y fertilidad.
A algunos enebros se les llama «cedros», como ocurre por ejemplo con el Juniperus cedrus al que se llama Cedro de Canarias, aunque el nombre común de cedro suele aplicarse en Europa a tres especies del género Cedrus, perteneciente a la familia de las Pináceas, mientras que en Centro y Sudamérica a las especies del género Cedrela, de la familia Meliaceae.
Algunos enebros son sensibles a la enfermedad de herrumbre de Gymnosporangium, y puede ser un serio problema para las personas que cultivan manzanos, el huésped alternativo de la enfermedad.
En Marruecos, el alquitrán (gitran) del Juniperus phoenicea se aplica en modelos punteados en cuencos para sopas. Gitran hace el agua más fragante y se dice que es bueno para los dientes.
Los gálbulos de enebro se destilan para producir un aceite esencial que puede variar de incoloro a amarillo o verde claro. Algunos de sus componentes químicos son alfa-pineno, cadineno, canfeno y terpineol.
La creencia de que el incienso de enebro mantiene alejado el mal era común entre los pueblos túrquicos. Jeremiah Curtin vio que algunos chamanes en Siberia usaban incienso de enebro antes de sacrificar animales.

## Ecología
Las plantas de Juniperus prosperan en diversos entornos. Los enebros del valle del Lahaul se encuentran en lugares secos y rocosos, plantados en suelos pedregosos. Los animales de pastoreo y los aldeanos consumen rápidamente estas plantas. Hay varias características importantes de las hojas y la madera de esta planta que hacen que los aldeanos corten estos árboles y los aprovechen. Además, las plantas Juniperus del oeste, una especie particular del género de los enebros, se encuentran en bosques donde hay grandes espacios abiertos. Se sabe que los enebros abarcan zonas abiertas para estar más expuestos a las precipitaciones. La disminución de los incendios y la falta de pastoreo del ganado son las dos causas principales de la invasión del enebro occidental. Esta invasión de enebros está provocando cambios en el medio ambiente. Por ejemplo, se ha puesto en peligro el ecosistema para otras especies que antes vivían en el entorno y para los animales de granja. Cuando aumenta la población de enebros, disminuyen las especies leñosas como la artemisa y el álamo temblón. Entre los propios enebros aumenta la competencia, lo que provoca una disminución de la producción de bayas.  La cubierta herbácea disminuye y los enebros suelen confundirse con malas hierbas. Por ello, varios agricultores han aclareado los enebros o los han eliminado por completo. Sin embargo, esta reducción no supuso ninguna diferencia significativa en la supervivencia de la fauna silvestre. Algunos pequeños mamíferos encontraron ventajoso tener enebros más delgados, mientras que talar el árbol entero no fue favorable. 
Algunos enebros son sensibles a la enfermedad de la roya “”Gymnosporangium“” y pueden suponer un grave problema para las personas que cultivan manzanos, un hospedador alternativo de la enfermedad.
El enebro es la planta de alimentación exclusiva de las larvas de algunos polillas y mariposas, entre ellas Bucculatrix inusitata, alfombra del enebro, Chionodes electella, Chionodes viduella, pug del enebro y belleza del pino. Las larvas de la polilla tortrix Cydia duplicana se alimentan de la corteza alrededor de las lesiones o cancro.

## Potencial alergénico
En las zonas más secas, el polen del enebro se transmite fácilmente por el aire y puede ser inhalado por los pulmones. Este polen también puede irritar la piel y causar dermatitis de contacto. Las reacciones alérgicas cruzadas son comunes entre el polen del enebro y el polen de todas las especies de ciprés.
Las plantas de enebro monoicas son muy alergénicas, con una calificación en la escala de alergia OPALS (Ogren Plant Allergy Scale, Escala de Alergia a las Plantas de Ogren) de 9 sobre 10. Las plantas de enebro completamente masculinas tienen una calificación OPALS de 10, y liberan abundantes cantidades de polen. Por el contrario, las plantas de enebro completamente femeninas tienen una calificación OPALS de 1, y se consideran «antialérgicas».

## En la literatura
- En el Libro Primero de los Reyes del Antiguo Testamento se menciona que el profeta Elías descansó a la sombra de un enebro.[12]
- El enebro es un cuento de hadas de la tradición germana, compilado por los Hermanos Grimm, y llevado al cine por Nietzchka Green, The Juniper Tree.
- El poeta americano T.S.Eliot también dedica unos versos al arbusto, en su célebre poemario Ash Wednesday.